# إيرنيستو كونتريراس
إيرنيستو كونتريراس (19 يونيو 1937 - 25 أكتوبر 2020)، هو دراج أرجنتيني، ولد في مندوزا في الأرجنتين. توفي بسبب مرض فيروس كورونا.

## وصلات خارجية
- إيرنيستو كونتريراس على موقع أرشيف الدراجات (الإنجليزية)
- إيرنيستو كونتريراس على موقع أوليمبيديا (الإنجليزية)